# Uromenus compressicollis
Uromenus compressicollis är en insektsart som först beskrevs av Fischer 1853.  Uromenus compressicollis ingår i släktet Uromenus och familjen vårtbitare. Inga underarter finns listade i Catalogue of Life.